# Excirolana hirsuticauda
Excirolana hirsuticauda là một loài chân đều trong họ Cirolanidae. Loài này được Menzies miêu tả khoa học năm 1962.